# 盛泰寺 (豊島区)
盛泰寺（じょうたいじ）は、東京都豊島区にある日蓮宗の寺院。旧本山は京都妙満寺。什師法縁。

## 歴史
文明年間（1469年 - 1487年）によって開山されたといわれている。開山・開基ともに不明であるため、歴代住職は中興の日国から数えることになっている。
元々は浅草に位置しており、1911年（明治44年）に近くの「安盛寺」「常林寺」を合併した。そして旧常林寺を新盛泰寺の境内とした。旧盛泰寺は「統一閣」と称して、顕本法華宗の本多日生が勧める日蓮主義運動の拠点となった。1923年（大正12年）の関東大震災や1945年（昭和20年）の空襲の被害を受け、1953年（昭和28年）に現在地に移転した。

## 交通アクセス
- 池袋駅より徒歩6分。